# Leucothoe grayana
Leucothoe grayana är en ljungväxtart som beskrevs av Carl Maximowicz. Leucothoe grayana ingår i släktet Leucothoe och familjen ljungväxter.

## Underarter
Arten delas in i följande underarter:
- L. g. glabra
- L. g. hypoleuca
- L. g. oblongifolia
- L. g. parvifolia
- L. g. venosa

## Bildgalleri

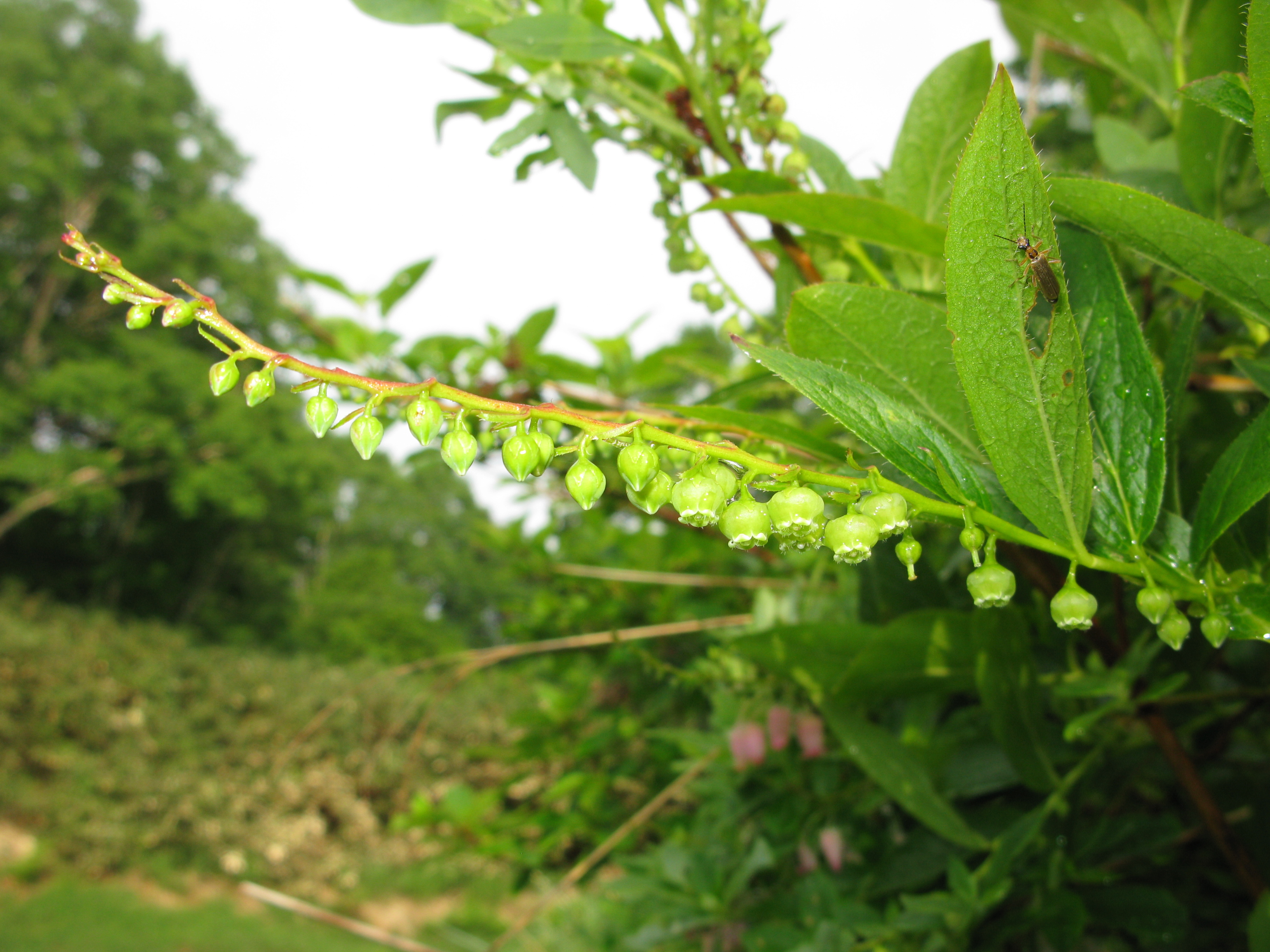
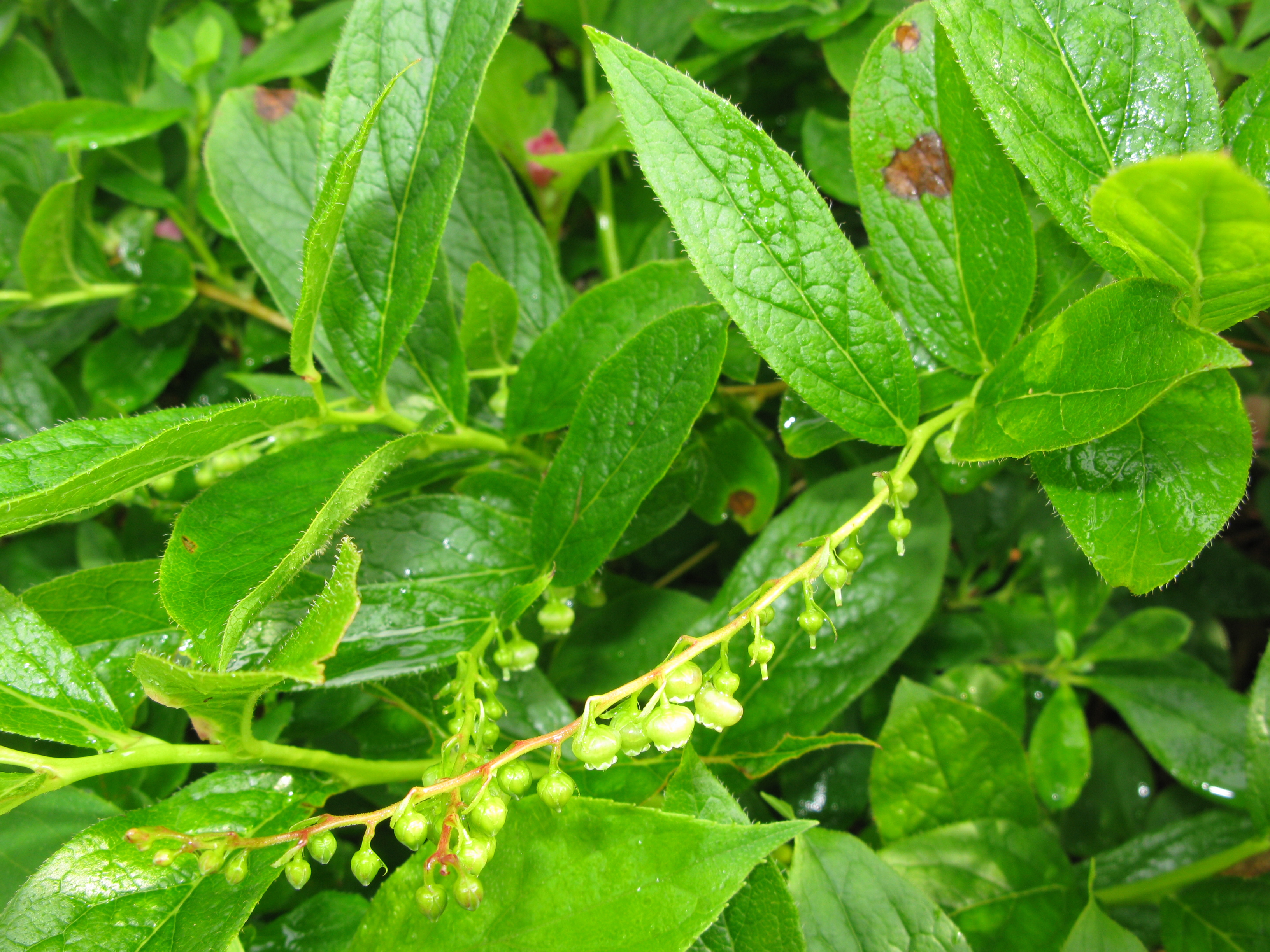
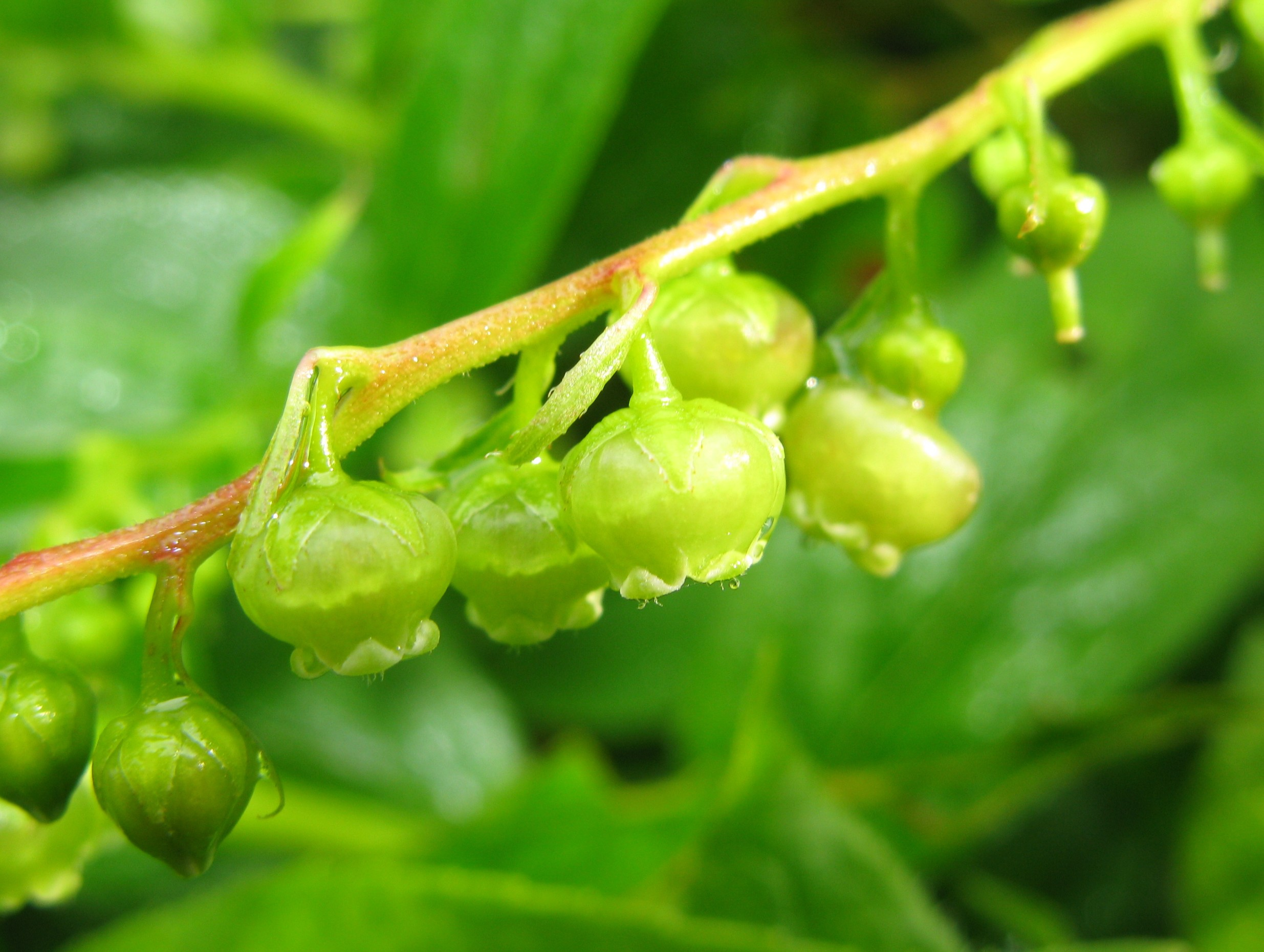
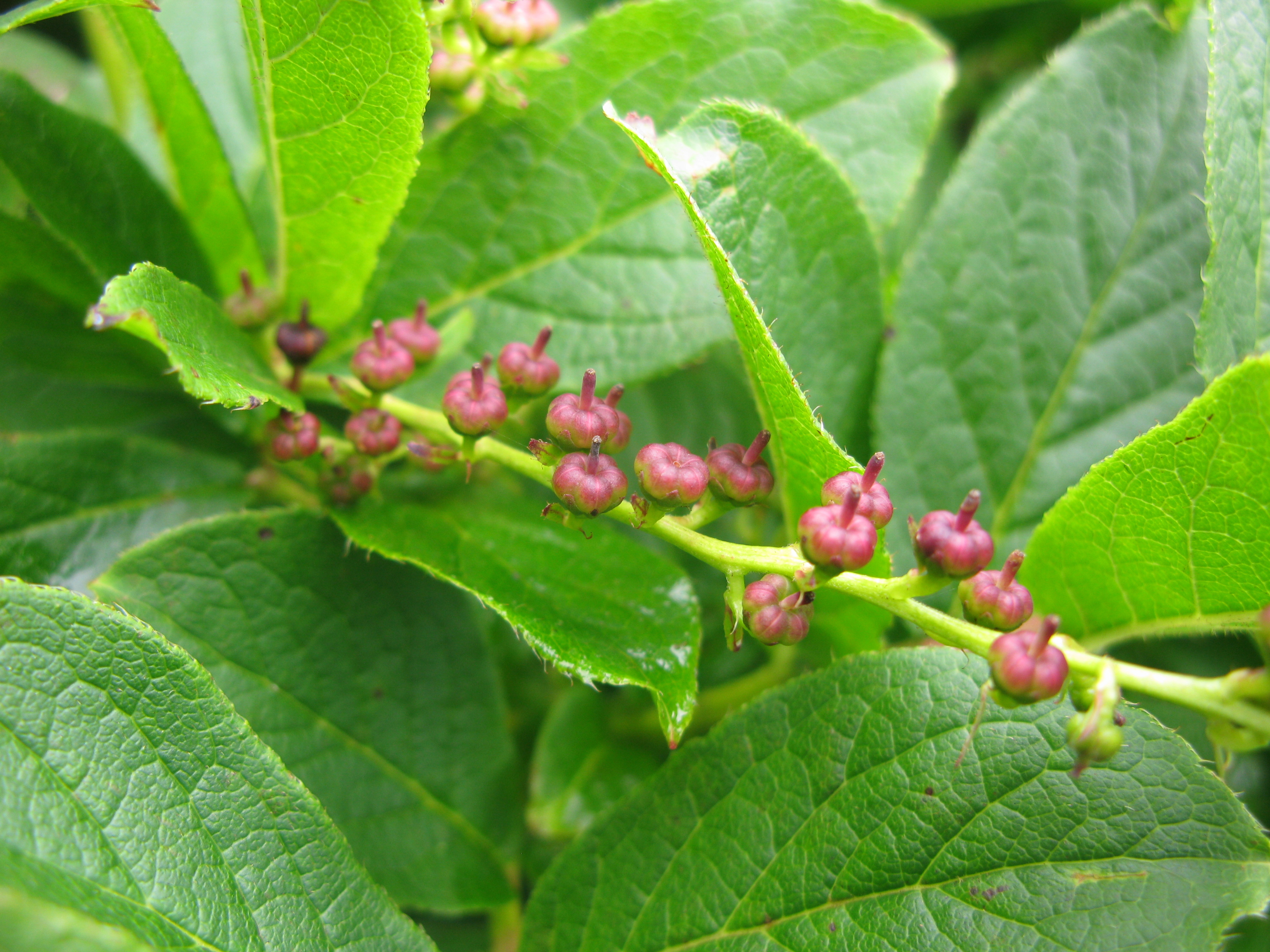